# Американска партия на марихуаната
Американската партия на марихуаната (на английски: United States Marijuana Party) е политическа партия в Съединените американски щати, основана на в 2002 г. Има клонове в 25 щата. Една от основните цели на партията е да премахне всички наказания за пълнолетни над 21-годишна възраст, които употребяват канабис на своя отговорност.